# Helen & Joseph
Helen & Joseph est un duo maltais composé de Helen Micallef et Joseph Cutajar.
Le duo est connu pour sa participation au Concours Eurovision de la chanson 1972 à Édimbourg, représentant Malte avec la chanson L-imħabba (L'amour).
Joe Cutajar meurt en mars 2024, à l'âge de 83 ans.

## Discographie

### Helen & Joseph

#### Single
- 1972 : L-imħabba

### Joseph Cutajar

#### Album
- 1977 : This Is Cutajar